# واینو تانر
واینو تانر (انگلیسی: Väinö Tanner؛ ۱۲ مارس ۱۸۸۱ – ۱۹ آوریل ۱۹۶۶) یک سیاست‌مدار اهل فنلاند بود.